# Gesamtwerk (Ton-Steine-Scherben-Boxset)
Gesamtwerk ist ein 13-teiliges Boxset von Ton Steine Scherben, veröffentlicht 2006. Es enthält alle bisherigen Alben sowie vier neue CDs mit Live-Aufnahmen, raren Veröffentlichungen und neuen Mixen von Teilen der Alben IV und Scherben. Außerdem ist ein ausführliches Booklet mit Informationen über die Entstehung der Box, Liner Notes von R.P.S. Lanrue über die Aufnahmen zu den Original-Alben und Anmerkungen zur „Raritäten“-CD beigefügt.

## Die Originalalben
Alle fünf Originalalben wurden digital überarbeitet. Die CDs Live in Berlin und Live II wurden von den Originalbändern vollständig neu abgemischt. Dies sollte eigentlich auch mit den Alben IV und Scherben gemacht werden, es war aber nicht mehr möglich (siehe unten).
Die remasterten Fassungen stellen teilweise erhebliche Verbesserungen dar, auch wenn einige Anomalien nach wie vor zu hören sind (z. B. auf Warum geht es mir so dreckig).
Die Ausstattung der Alben ist an die Original-LPs angelehnt. Es wurden Papphüllen mit verkleinerten Nachdrucken der Textbeilagen im Schuber verwendet (wo es keine Textbeilagen gegeben hatte, wurden Poster und ein Bravo-Starschnitt beigefügt). Die eigentlichen CDs sind im Schallplatten-Design und selbst die Unterseiten sind schwarz.

## Live III
Das Album Live III ist diesmal ein Zusammenschnitt aus vier Konzerten: vom 20. Oktober 1982 in der Hamburger Kampnagel-Fabrik, vom 1. Mai 1983 im Berliner Tempodrom und weitere Aufnahmen von den beiden Konzerten, die schon die ersten beiden Live-Alben hervorgebracht hatten. Besonders interessant ist die Live-Version von Jetzt schlägt's dreizehn, ein Song den die Scherben seit Anfang der 80er gespielt hatten, der aber erst rund zehn Jahre später auf Rio Reisers Album Durch die Wand erscheinen sollte.
Live III ist auch separat erhältlich.

## Was bleibt – Singles, Demos, Raritäten
Was bleibt ist eine Kollektion aus unveröffentlichten Demoaufnahmen für die Alben Scherben, Keine Macht für Niemand und IV, raren Aufnahmen (z. B. für Filmdokumentationen) und den ersten Singles. Darunter sind sechs bislang unveröffentlichte Songs, die 1982 als Demos aufgenommen wurden (zum Teil mit Gitarrist Marius del Mestre). Der Text des Songs Zeitlos ist von der Politikerin und damaligen Scherben-Managerin Claudia Roth. Vier weitere Aufnahmen werden hier das erste Mal veröffentlicht: Demos von Warum geht es mir so dreckig und Sklavenhändler, die Instrumentalversion von Kribbel Krabbel und ein Demo von Komm schlaf bei mir. Außerdem sind alle A- und B-Seiten der ersten drei Singles enthalten. Die Tonqualität reicht von mies (die Single-Version von Allein machen sie dich ein) bis durchaus annehmbar.

## Neu gemischt
Die Band war nie zufrieden mit der Tonqualität ihrer letzten beiden Studioalben. Aus diesem Grund entschloss man sich, diese Alben in der Box durch neu abgemischte Versionen zu ersetzen, wie man es auch mit den beiden Live-Alben gemacht hatte. Dazu wurden die Originalbänder aufwändig restauriert und neu gemischt. Allerdings stellte sich während der Produktion heraus, dass einige dieser Bänder fehlten; sie waren vermutlich in Portugal im Haus von Gitarrist R.P.S. Lanrue geblieben und wurden durch einen Waldbrand vernichtet. Da keine Kopien mehr auffindbar waren, ließ sich ein Teil der beiden Alben nicht mehr neu abmischen. Die neuen Versionen waren aber so gut, dass beschlossen wurde, die Alben in ihrem ursprünglichen Mix zu belassen und nur zu remastern, dafür aber den vorhandenen Teil als Doppel-CD der Box beizufügen. Die neuen Versionen stellen erhebliche Verbesserungen dar und klingen nun so wie sie hätten klingen sollen. Einige der Songs weisen jetzt deutliche Unterschiede zur Originalversion auf, so ist beispielsweise das Lied Vorübergehend geschlossen nun fast doppelt so lang.

## Titelliste

### CD 1 bis 9: Die Originalalben
1. Warum geht es mir so dreckig?
2. Keine Macht für Niemand
3. Wenn die Nacht am tiefsten …, LP 1
4. Wenn die Nacht am tiefsten …, LP 2
5. IV, LP 1
6. IV, LP 2
7. Scherben
8. Live in Berlin
9. Live II

### CD 10
Live III
1. Wo sind wir jetzt (Rio Reiser, R.P.S. Lanrue) – 3:22
2. Hau ab (Reiser, Lanrue) – 3:34
3. S.N.A.F.T. (Funky K. Götzner, Kai Sichtermann) – 2:47
4. Ardistan (Reiser, Lanrue) – 5:06
5. Heimweh (Hannes Eyber, Lanrue) – 5:07
6. Alles verändert sich (Gert Möbius, Reiser) – 5:41
7. Durch die Wüste (Reiser, Lanrue) – 4:17
8. Warum geht es mir so dreckig (Reiser, Lanrue) – 3:24
9. Ebbe und Flut (Götzner, Reiser) – 2:02
10. Mein Name ist Mensch (Reiser) – 4:32
11. Rauch-Haus-Song (Reiser) – 3:47
12. Allein machen sie dich ein (Reiser, Lanrue) – 3:09
13. Wiedersehn (Reiser, Lanrue) – 5:49
14. Der Turm stürzt ein (Reiser) – 4:08
15. Lass uns ’n Wunder sein (Reiser, Lanrue) – 3:42
16. Jetzt schlägt's dreizehn (Peter Möbius, Reiser) – 3:21

- Titel 1–6 & 12–13 aufgenommen im Tempodrom, Berlin am 1. Mai 1983 – mit Dirk Schlömer an der Gitarre und Britta Neander an der Percussion
- Titel 7–11 aufgenommen in der Kampnagel-Fabrik, Hamburg am 20. Oktober 1982 – mit Marius del Mestre an der Gitarre
- Titel 14–16 aufgenommen in der ufaFabrik, Berlin am 15. & 16. Juni 1984 – mit Dirk Schlömer an der Gitarre und Richard Herten an der Percussion

- Organisation – Claudia Roth
- Licht – Misha Schöneberg

### CD 11
Was bleibt – Singles Demos Raritäten
1. Nich noch mal (Reiser) – 2:25
2. Was bleibt das bleibt (Eyber, Martin Paul) – 4:18
3. Alles was du willst (Götzner, Reiser) – 2:42
4. Machs gut machs besser (Reiser, Paul) – 4:36
5. Wann I (Eyber, Reiser) – 1:02
6. Zeitlos (Roth, Paul) – 3:58
7. Warum geht es mir so dreckig (Reiser, Lanrue) – 4:27
8. Sklavenhändler (Reiser) – 2:14
9. Macht kaputt was euch kaputt macht (Reiser) – 4:59
10. Wir streiken (Dietmar Roberg, Reiser) – 3:57
11. Allein machen sie dich ein (Reiser, Lanrue) – 3:33
12. Jetzt ist Feierabend (P. Möbius, Reiser, Lanrue) – 2:04
13. Ich will nicht werden was mein Alter ist (Reiser) – 4:51
14. Mensch Meier (BVG-Song) (Reiser, Lanrue) – 4:39
15. Komm schlaf bei mir (Reiser) – 3:22
16. Kribbel Krabbel (Sichtermann) – 2:30
17. Nulltarif – 6:33

- Titel 1–6: Demo-Aufnahmen für die LP Scherben zwischen Sommer und Weihnachten 1982. Mit Marius del Mestre.
- Titel 7–8: Demo-Aufnahmen Ende 1970. Mit Wolfgang Seidel am Schlagzeug.
- Titel 9–10: Die erste Single, veröffentlicht Mitte 1970, aufgenommen im Sommer. Mit Wolfgang Seidel und Mitgliedern des Theaters Rote Steine.
- Titel 11–12: Die zweite Single, veröffentlicht Ende 1971. Titel 11 ist eine Live-Aufnahme von Juli 1971 aus dem Jugendzentrum in Berlin. Mit Wolfgang Seidel. Titel 12 wird von Annette Cozette, Helke Sander und Filmproduzentin Susi Weiss gesungen.
- Titel 13: Wie Titel 12 ursprünglich für einen Dokumentarfilm Mitte 1971 aufgenommen. Mit Wolfgang Seidel.
- Titel 14 & 17: Die dritte Single, veröffentlicht im März 1972. Titel 17 besteht aus Interviews zum Thema Fahrpreiserhöhung der BVG.
- Titel 15: Demo für das Album Keine Macht für Niemand. Aufgenommen im Frühjahr 1972.
- Titel 16: Instrumental-Demo für das Album IV. Gespielt von Rio Reiser solo am Klavier.

### CD 12
IV – Neu gemischt
1. Bleib wo du bist (Reiser) – 2:40
2. Sumpf Schlock (Eyber, Lanrue) – 6:31
3. Der Turm stürzt ein (Reiser) – 4:27
4. Wie in den Tagen Midians (Reiser, Lanrue) – 2:55
5. Vorübergehend geschlossen (Eyber, Lanrue) – 4:13
6. Ebbe und Flut (Götzner, Reiser) – 2:18
7. Filmkuss (Eyber, Reiser) – 3:20
8. Der Fremde aus Indien (Götzner, Lanrue) – 5:04
9. S’is eben so (Reiser) – 3:15
10. Morgenlicht (Rainer van der Marwitz, Lanrue) – 5:17
11. Ich hab nix (Eyber, Reiser) – 2:35
12. Gold (Götzner, Lanrue) – 6:42
13. Wiedersehn (Reiser, Lanrue) – 3:51
14. (Auf ein) Happy End (Reiser, Sichtermann) – 5:23

- Mix & Mastering – Udo Arndt

### CD 13
Scherben – Neu gemischt
1. Wo sind wir jetzt (Reiser, Lanrue) – 3:31
2. Verboten (Reiser, Lanrue) – 2:20
3. Regentag (Reiser, Sichtermann) – 2:34
4. Lass uns ’n Wunder sein (Reiser, Lanrue) – 3:58
5. Mama war so (Reiser, Paul) – 2:57
6. Hau ab (Reiser, Lanrue) – 4:07
7. Fieber (Reiser, Lanrue) – 3:39
8. Ardistan (Reiser, Lanrue) – 5:01

- Mix & Mastering – Udo Arndt

## Produktionsdetails
- Produzent – R.P.S. Lanrue
- Ausführender Produzent – Lutz Kerschowski
- Produktionsteam – Elfie-Esther Steitz-Praeker & Rainer Boerner
- Neu gemischt, Mastering & Remastering – Udo Arndt im Studio Of Modern Arndt in Denia, Spanien im Frühjahr 2006
- Digitalisiert & restauriert – Ekkehard Strauhs
- Layout – Gert C. Möbius & Julika Mathess
- Booklet & Schuber-Layout – Oliver Sperl
- Design-Überarbeitung – Jörg Fröhling & Sonja Ofner
- Recherche – Kai Sichtermann & Funky K. Götzner